# 西宁公交

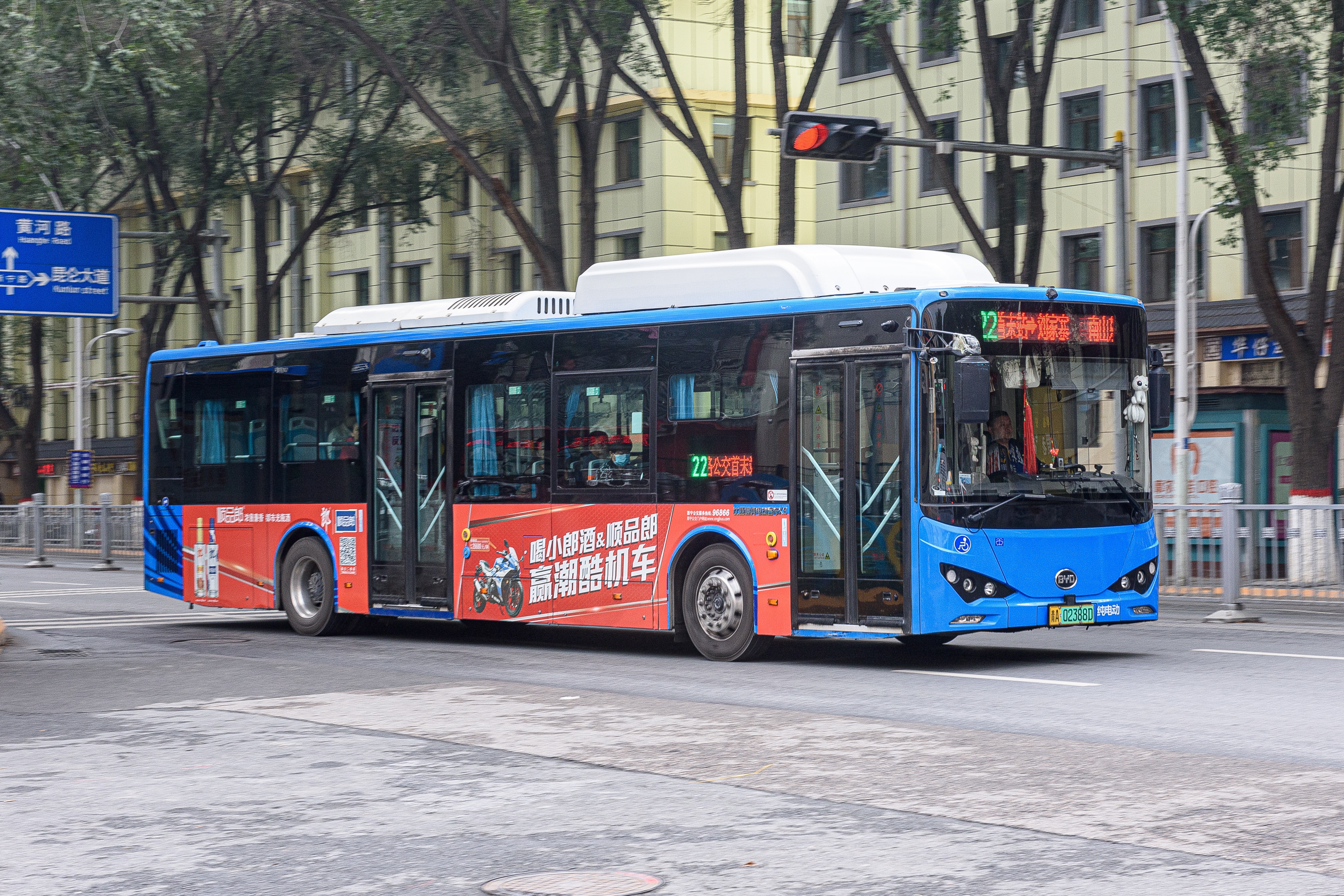
西宁公交的比亚迪K9KA

西宁公交（西宁市公共交通）是西宁市的一个公共汽车系统，主要服务于西宁市区包含普通公交和快速公交，并连接湟源、互助和其他周围地区。
西宁公交于1955年开始运营，2001年以来经过三次改制，入股、并购，2014年12月改制为国有独资的公交集团有限责任公司。
西宁市区公交从2018年起普遍采用新式刷卡器，支持支付宝、云闪付、交通联合、西宁市公交卡、拥有交通联合的NFC设备。

## 票价
西宁市公交票价分为四种：投币或者其他方式、西宁市公交IC卡、学生卡、老年卡。老年卡和学生卡为包月用户，价格为 ¥20/月共有135次乘车次数。
| 投币或非西宁市公交卡票价 | 投币或非西宁市公交卡票价 | 使用西宁市公交卡优惠票价   | 使用西宁市公交卡优惠票价 |
| ------------------------ | ------------------------ | -------------------------- | ------------------------ |
| 车辆类型                 | 投币或非西宁公交卡票价   | 使用西宁市公交IC卡优惠票价 | 老年卡或学生卡消耗次数   |
| 普通公交                 | ¥1                       | ¥0.7                       | 1次                      |
| 快速公交                 | ¥2                       | ¥1.5                       | 5次                      |

## 各公交线路
数据更新于2019年1月

### 旅游观光专线
旅游观光专线[601路]（火车站——火车站）

### 快速公交
301路（杨沟湾——中心广场（东））
302路（清河村——中心广场（东））
303路（工具厂（青唐南苑）——中心广场（北））
304路（花园台村——中心广场（北））

### 夜班公交
501路（火车站——中心广场（北））
502路（中心广场（北）——团结桥）
503路（青海日报社（三角花园）——桃李小学（湟川中学））
504路（青海日报社（三角花园）——生物园区（刘家沟桥））
505路（中心广场（北）——城中区政府）
506路（省博物馆——三其西）

### 普通公交

#### 市区线路
1路（火车站——生物园区（刘家沟桥））
2路（省广电局——团结桥）
3路（火车站——南川工业园区）
4路（南川公交小区——工具厂）
5路（火车站——香格里拉）
6路（刘家寨——花园台村）
7路（海山——火车站）
8路（省广电局——双寨）
9路（桃李路（桃李小学）——火车站）
10路（北杏园——经济开发区）
11路（火车站——青海大学）
12路（南川商场——朝阳学校）
13路（朝阳国际建材城——香格里拉）
14路（野生动物园——新千国际广场）
15路（青海大学——三角花园）
16路（北杏园——火车站）
17路（中惠·紫金城——货场）
18路（共和路南口——市教育考试院）
19路（共和路南口——朝阳国际建材城）
20路（南川公交小区——火车站）
21路（中惠·紫金城——朝阳西）
22路（康西新村——千家福家居）
23路（中惠·紫金城——青海宾馆）
24路（中惠·紫金城——海湖中学）
25路（康乐——小桥医院）
26路（共和路南口——湟水路）
27路（海山——火车站）
28路（火车站——杨沟湾）
29路（共和路南口——万佳家博园）
30路（海湖桥南——货场）
31路（西站一巷——火车站）
32路（小寨东——海山桥）
33路（付家寨——香格里拉）
34路（电信公司——城南新区）
35路（经济开发区——省广电局）
36路（火车站——杨沟湾）
37路（香格里拉——三江源汽配城）
38路（桃李路——共和路南口）
39路（金达路——中心广场（北））
40路（火车站——北杏园）
41路（共和路南口——阴山堂（万帐王母部落））
42路（香格里拉——3419工厂）
43路（东府嘉和小区（市第十四中学）——新千国际广场）
46路（青海宾馆——刘家沟桥）
47路（火车站——省残联）
48路（王斌堡村——中心广场（北））
58路（湟川中学——城中区政府）
59路（中惠紫金城——桃李路）
61路（团结桥——三其村（火葬场））
62路（北大街——王家庄）
63路（世通格林兰郡——中心广场（北））
64路（生物园区（刘家沟桥）——小桥医院）
65路（欧博国际汽车城——黄金口岸）
66路（青海师范大学（新校区）——中心广场（北））
69路（火车西站——-中心广场（北））
70路（火车西站——九家湾）
71路（翠雍星城——三角花园）
72路（青海师范大学（新校区）——中心广场（北））
80路（城南新区（仁济医院）——北山市场）
81路（林安家园——和盛园小区）
82路（金桥路北——海湖中学）
83路（经济开发区——马坊西）
84路（总寨——刘家沟桥）
85路（刘家寨——明杏路）
86路（海湖桥南——曹家寨新村）
101路（明杏路——天峻桥）
102路（刘家寨——毛纺小区）
103路（城南新区（仁济医院）——火车站）
104路（一机床——火车站）
105路（东府嘉和小区——南山寺）
106路（小寨东——桃李小学）
107路（火车站——一机床）
108路（海山桥——九家湾）

#### 郊区接驳线路
521路（市第九中学——鲍家寨）
522路（山川——双苏堡）
523路（吧浪村——三其东）
524路（团结桥——五上村）

### 湟源线路
701路（共和路南口——湟源汽车站）

### 湟中线路
801路（省广电局——通海）
802路（省广电局——新街）
803路（多巴高原训练基地——马坊西）
901路（塔尔寺汽车站——多巴中学）
902路（国寺营桥——双寨）
903路（国寺营桥——多巴中学）
904路（多巴汽车站——西拉科十字）
905路（园丁园——财政局）
906路（塔尔寺汽车站——青石坡）
907路（上新庄——县医院）
909路（火车站——塔尔寺）
911路（上新庄——园丁园）
912路（上新庄——园丁园）
913路（大才——塔尔寺汽车站）
914路（藏文化馆——南门村）
915路（园丁园——丹麻）
916路（塔尔寺——财政局）
917路（大才——多巴高原训练基地）
918路（八一路汽车站——田家寨——什张家水库）
919路（海湖桥南——甘河工业园区委员会）
920路（多巴汽车站——尕庄）
921路（共和——多巴汽车站）
922路（四公司——检查站）
923路（塔尔寺汽车站——大才）
924路（多巴汽车站——合尔营）
925路（庄廓脑——塔尔寺汽车站）
926路（庄廓脑——多巴汽车站）
927路（流水沟——园丁园）

### 特别线路
1路区间车（火车站——北杏园）
2路双层车[1002路]（省广电局——团结桥）
3路高峰区间车[3001路]（城南新区——北大街）
9路高峰区间车[9001路]（湟川中学——三角花园）
34路高峰区间车[3401路]（城南新区（仁济医院）——兴海路西口）
919路塔尔寺线[1919路]（塔尔寺汽车站——阴山堂）

## 历史
- 1955年，西宁公交开始运营[1]。

- 1957年，正式挂牌。

- 2014年，改组为国有独资的公交集团有限责任公司。

- 2018年，实现手机扫码、银联卡刷卡等多种新式移动支付方式[2][3]。

## 事故
- 2016年4月10日，一男子于海湖大道南段站窃取一辆正等候发车的42路公交车，剐蹭一辆出租车并撞倒一名女性行人后，冲入一施工工地中。该嫌疑人后被警方抓获[4]。